# Kto ci jeszcze wierzy?
Kto ci jeszcze wierzy? – jedyny solowy album Mirosława Breguły. Wszystkie kompozycje, aranżacje i teksty są jego autorstwa. Breguła stworzył go mając 37 lat. W całości sfinansował produkcję płyty. Produkcję albumu zrealizowano częściowo w Niemczech. 

## Lista utworów
1. „Syn wyklęty”
2. „Kto ci jeszcze wierzy?”
3. „Wściekłe psy”
4. „Każdego wciąga poker”
5. „Gdzie jest mój Bóg?”
6. „Uciekam w noc”
7. „Ten”
8. „Lubię taki strach”
9. „Wszystko na ten temat”
10. „Mój czas jest jak rzeka”
11. „A oni tańczą”
12. „Moje anioły”